# 死亡旋律金屬
旋律死亡金屬（Melodic Death Metal） 被認為是一種從死亡金屬分支出來的樂風。此類音樂含大量有旋律吉它複式和單獨演奏，有時是木吉他，亦有時以清晰的唱法取代慣性用的傳統低沈咆哮聲線（俗稱「死腔」），有時亦會加入女聲。音樂結構較死亡金属明顯，主旋律較強，比死亡金屬少用變拍與變速等編曲技巧，而且有時也會出現吉他獨奏（Solo），音樂概念也用不同的主題（歌詞）演繹出來。

## 旋律死亡金屬之起源
有關死亡旋律金屬的起源，大部分人都會認為Sentenced發表的大碟《North From Here》便是旋律死亡金屬的第一張唱片。
但是，大多數人認為來自瑞典哥登堡的哥登堡四大天王：寂靜黑暗樂團（Dark Tranquillity）的《The Gallery》、烈焰邪神樂團（In Flames）的《The Jester Race》、At the Gates的《Slaughter of the Soul》一同帶動瑞典死亡金屬新浪潮運作，成為旋律死亡金屬流行的基石，甚至有人把他們玩的音樂類型，以該地地名命名為哥登堡金屬。
大部分的旋律死亡金屬都來自北歐斯堪的那維亞一帶，特別是瑞典和芬蘭。

## 參看
- 死亡金屬
- 歌德堡金屬
- 重金屬音樂